# 少林寺拳法
少林寺拳法（しょうりんじけんぽう）は、1947年（昭和22年）に日本で創始された新興武道である。
創始者は宗道臣で、宗は嵩山少林寺の門派の1つである北少林義和門拳の第21代正統継承者であり、少林寺拳法は少林拳を参考に再編された。
少林寺拳法グループは、宗教法人金剛禅総本山少林寺、一般財団法人少林寺拳法連盟、少林寺拳法世界連合など。

## 概要
幼少期の宗道臣は、満州鉄道調査部に身を置く高名な武道家であった祖父（宗重遠）から武道の指導を受けた。17歳で再び満州に渡った道臣は、特殊工作員としての教育を受けるため、北少林白蓮拳の師父陳良老師に身柄を預けられる。その後、軍事作戦用の地図を製作するために満州各地を周り、現地の武術家と交流する中で様々な技術を学んだ。1932年に満州国が独立すると、道臣は北京に渡り、陳良の師である北少林義和拳の師父文太宗に師事する。1936年、当時廃寺の危機にあった嵩山少林寺を来訪し、義和門の允可を受ける。1946年、道臣は中国東北三省（旧満洲）から帰還し、少林寺拳法を創始した。
宗道臣は後年、「単に武道団体を創始したかったのではなく、敗戦した後の日本の若者の堕落ぶりは目を覆わんばかりであった。荒廃した日本民族の自立を再度うながすべく、一人でも気骨ある若者を育てる教育の場を創造したかった」と回顧している。宗は自らの想いを実現すべく一時期仏教の教えを説く試みをしており、これが合致し真の武道たる宗門の行としての少林寺拳法を立ち上げる動機となった。
武道としての少林寺拳法の本来の位置づけは、宗教法人金剛禅総本山少林寺に伝承する拳禅一如の修行法であり、その修練をとおして、精神修養・護身練胆・健康増進の三徳を兼備し、金剛の肉体と不屈の勇気、円満な人格、思いやりと優しさを持った人々を多く育てあげて、それにより人々が平和で幸福な理想社会を実現する為の力を獲得する真のリーダーづくりであるという。つまり、人造りによる国造りの大道が本来の目的であるとされる。そうした意味で、宗教団体や武道団体というよりも、社会教育団体という言葉の方が似合うとされている。
ここでの「宗門の行」とは、「人が心の迷いを去って真理を会得し、自らがよりどころと出来る自己を確立し、それによって社会の平和と幸福に奉仕、貢献する為に行じる」という意味だという。これは、少林寺拳法の聖句の「己こそ己の寄るべ」と同義である。
時には法衣と呼ばれる仏門の服装をまとい、おもに二人一組で行われる演武は、飛燕と呼ばれる突きと蹴りの攻防、そして鋭い気合の応酬、床にたたきつけるがごとくの投げ技と関節技、そして圧法と呼ばれる技法も併用される(圧法は5段位に昇格した後に習得)。静と動を同時に行う禅の拳法と称された。創始当時には他武道の有段者が多く転向してあり、当時としては魅力ある技術体系であったと想像される。
少林寺拳法は戦後に創始された新興武道であるが、日本九大武道（日本武道館認定）の一つと認定された。また少林寺拳法の1つの側面たる金剛禅運動は、創始70年を経過した今も存続している。しかし、1984年時点で100万人（2600支部）を擁するとされたが、現在はおよそ16万人程度に減少している。

## 現代嵩山少林寺との関係
中野理男（宗道臣）は、満洲勤務時代に嵩山少林寺を文太宗老師（北少林義和門拳第20代）と訪れ、北少林義和門拳の法門継承式を当寺にて行い、北少林義和門拳第21代正統継承者となっている。またその際に、白衣殿北壁の羅漢練拳図に描かれた相対演練を見て深く感銘を受け、さらに祖師（達磨）が「禅」と「易筋行」を嵩山少林寺に伝えたといわれることを偲ぶ意味から後日「少林寺拳法」と名称をつけた経緯がある。中野が大陸滞在時に拳（義和団事件後に嵩山少林寺から流出したと言われる）の達人たちより指導を受けた各種の技法を採り入れ、また幼少時より祖父（宗重遠）から教わった日本の古武道、各種の戦闘技術を研究し集大成した拳法が少林寺拳法でもある。

## 沿革

### 創始に至る経緯
明治44年生まれの中野理男（宗道臣）は、昭和初期に「日本民族発展の捨石になろう」という志を基に、祖父や大アジア主義者たちの人脈を頼って大陸に渡る。その後、関東軍の特務工作員の仕事（土肥原機関）をしながら、任務に必要な教育を受ける為に宗教専門学校に連れて行かれ、陳良という一人の老師に身柄を預けられて、そのまま弟子となる。これが中野が北派少林拳との最初の縁合である。陳良老師は、明治33年前後に興った義和団事件の生き残りの拳法の達人で宗教的秘密結社の幇員でもあったとされている。中野は中国文化に溶け込むための所作や地理や中国国内の諸外国や中国軍閥の動向など情報収集など特務機関の仕事の傍ら老師に少しずつ技を学んでいったとされる。しかしながら満州に居を構えた祖父、本土にいた妹らが相次いで死去したため帰国することとなる。帰国後は飛行兵として訓練をうけるも、心臓弁膜症と診断され除隊、身寄りもなく、再び特務機関員として中国にわたり、陳良老師とともに任務も兼ねて満洲を大旅行する事になるが、その際に陳良老師の人脈のつてや縁で義和団事件の生き残りの拳法家達に絶滅間際の拳技を少しずつ学んでいく。その中の一人が、陳良老師の師匠であり、北少林義和門拳20代師父の文太宗老師である。文老師の下で修行を積んだ中野は、その技の全てを習得して、昭和11年に文老師と共に祖師達磨大師のゆかりの地・嵩山少林寺にて北少林義和門拳の法脈継承の儀式を行い、21代正統継承者となった。

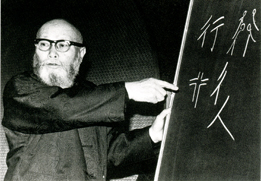
少林寺拳法開祖 宗道臣

そして、大日本帝国敗戦の年の昭和20年8月9日、満州国の綏陽にて突如としてソビエト連邦軍の侵略に遭遇する。中野は、ソビエト連邦軍機械化部隊の綏陽侵入を確認した後、撤退を敢行することになるが、それからの約1年間をソビエト連邦軍政下の満洲にて生活をする事になる。その中で地獄絵図を経験した中野は、国家やイデオロギー、または法律や政治とは、その立場に立つ人の「質」によって大きな差が出る事を発見する。「人、人、人、全ては人の質にある」という少林寺拳法の格言はこの経験が基である。このソビエト連邦軍政下の経験にて中野は、もし生きて日本に帰る事が出来たならば、私学校を開いて、正義感に基づいた生きる自信と勇気と行動力と慈悲心に満ち溢れた若者を、多く育てたいと念願するようになったという。

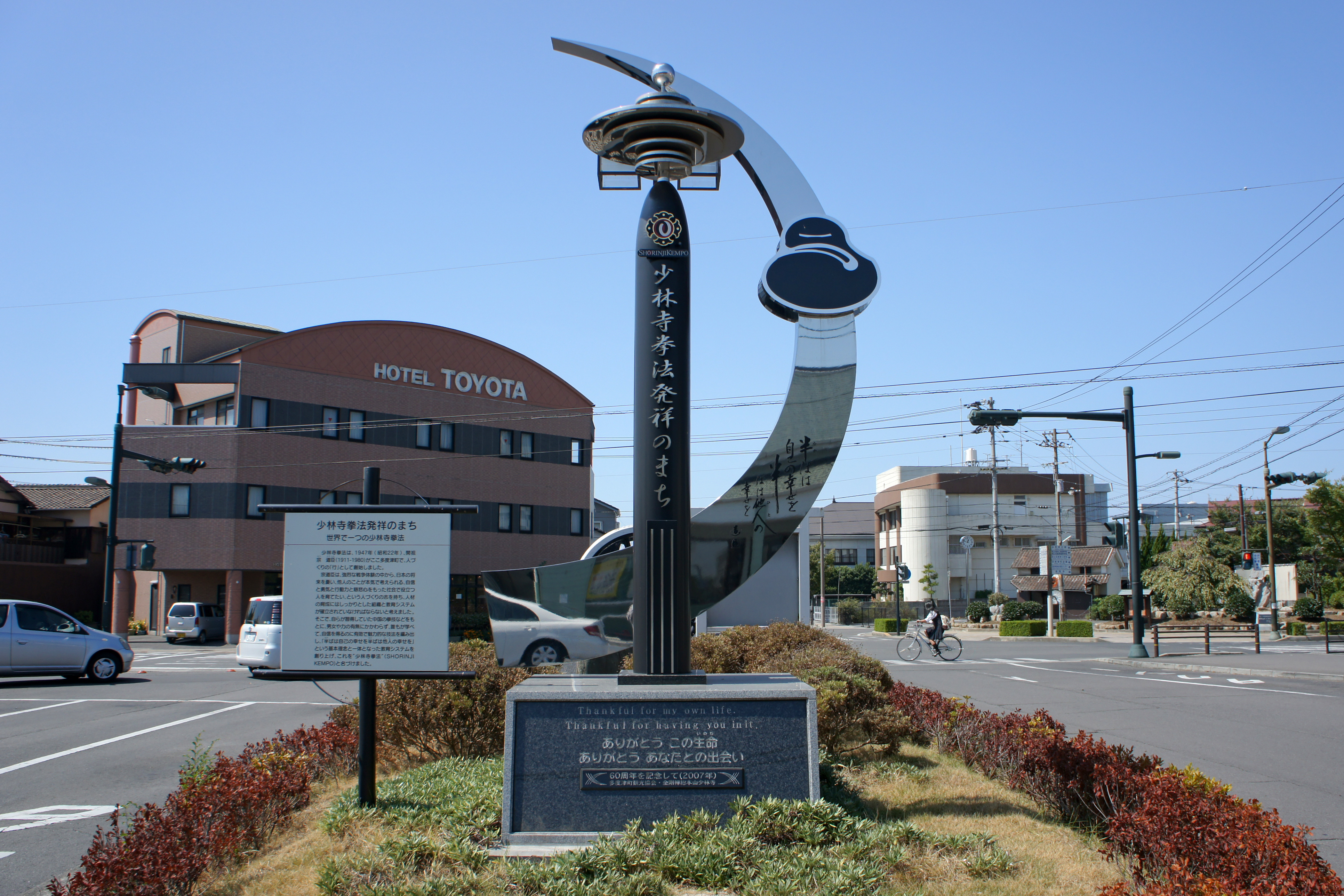
『少林寺拳法発祥のまち』モニュメント（多度津駅前、香川県仲多度郡多度津町）

しかし、中野が内地へ帰還してみると、GHQによる占領の実態だけでなく、三国人による暴虐や物資難の混乱による修羅場が現出し、日本人が奴隷の様な現実に直面をして痛哭する。それは、中野が帰還を切望していた祖国日本は、道義も秩序も無い弱肉強食の修羅場に変わり果て、特に次代を担う青少年の荒廃は目を覆うばかりだったという。「これではいけない、これからの半生を骨のある青少年の育成に捧げよう」と決心し、四国の香川県仲多度郡多度津町にて主として釈尊の正統仏教の教えを説きながら、人作りの重要性を訴えたが、中々人々はついてきてくれなかった。肝心の若者達も同じで、ほとんどは長続きはしなかったという。そんな状態で思い悩んでいた時に、歴史上の人物で、中国・河南省・嵩山少林寺に座禅行と易筋行を伝えたとされる菩提達磨の夢を見て、そこからはっと閃くものがあった。「そうか、はるばるインドから中国に正統仏教を伝える為に渡った達磨が、この行を弟子達に学ばせたその故事に倣って、今こそその達磨の行動を日本に再現させよう」と思い立ち、人を魅了し引き込んで集める手段として、少林寺拳法を開創する事を思い立ったという。これを長期間に渡って教えながら、道を説けば、必ず日本国の次代を担う青少年に不屈の精神力と、金剛の肉体とを合わせ持ち、その上で自信と勇気と行動力を与える事が出来ると確信したという。
こうして、釈尊の自己確立・自他共楽の教えを「拳禅一如・力愛不二」の法門として編成し、大陸で学んだ各種の拳法を再編整理して、理論の裏付けを行い、さらには戦中・戦後を通しての貴重な白兵戦の体験と創案を加えて、宗門の行としての形を整えた。こうして少林寺拳法が開創されて、その拳法の修行の合間、合間に口が酸っぱくなるほど、釈尊の教えを中心に祖国愛や日本民族への愛等の人生観・世界観を、当時の青少年達に説き続けたという。そして、1980年（昭和55年）に宗道臣が心不全で69歳で死去するまで、この金剛禅運動と名付けられた運動は続けられて、娘の宗由貴を経て孫の宗昂馬に引き継がれている。

### 年譜
- 1947年（昭和22年） -　日本の香川県仲多度郡多度津町にて、本部道院開設[4]。
- 1948年（昭和23年） - 「日本北派少林寺拳法会」と「黄卍教団」が発足[4]。
- 1951年（昭和26年） -　日本政府による宗教法人法の成立により、「金剛禅総本山少林寺」の認証を受け登記する[4]。
- 1956年（昭和31年） - 公認日本少林武芸専門学校開校[4]。香川県育英会東京学生寮寮監内山滋が香川県出身の東京在住の学生に指導開始。
- 1957年（昭和32年） - 「全日本少林寺拳法連盟」設立[4]。
- 1958年（昭和33年） - 公認日本少林武芸専門学校を「日本少林寺武芸専門学校」と改称[4]。
- 1963年（昭和38年） - 「社団法人日本少林寺拳法連盟」設立[4]。カッパブックス『秘伝少林寺拳法』がベストセラーとなり、入門者が激増する[4]。
- 1968年（昭和43年） - 準学校法人禅林学園設立[4]。
- 1972年（昭和47年） - 「国際少林寺拳法連盟」（ISKF）が発足[4]。
- 1974年（昭和49年） - 「少林寺拳法世界連合」（WSKO）へと移行[4][3]。
- 1980年（昭和55年） -  初代師家 宗 道臣の逝去に伴い、娘の由貴が第二世 宗 道臣として管長に就任。
- 1992年（平成4年） -  「社団法人」が「財団法人少林寺拳法連盟」へと移行[4]。
- 1997年（平成9年） -  創立50周年を祝し、50年史（沿革史集、道院支部紹介集、有段者名簿集）を発刊。
- 2000年（平成12年） -  「少林寺拳法グループ連携協議会」（略称　少林寺拳法グループ）が発足。「財団法人」、「宗教法人」、「学校法人」、「世界連合」の組織を明確にするため区別化を行い、グループ総裁に宗 由貴が就任。
- 2002年（平成14年） -  「日本少林寺武道専門学校」全日制高等課程を開講。
- 2003年（平成15年） -  禅林学園を専門学校禅林学園と改称[4]。
- 2003年（平成15年） -  「有限責任中間法人少林寺拳法知財保護法人（現SHORINJI KEMPO UNITY）」を設立（少林寺拳法グループに加入）。
- 2005年（平成17年） -   創設以来使用してきた盾卍からシンボルマークを双円（ソーエン）と呼ばれるものに変更。メインロゴを「SHORINJIKEMPO」（1つ目のoは双円）とデザイン化されたものに変更し、世界統一を図りだす。
- 2007年（平成19年） -   創始60周年。11月4日、日本武道館にて記念大会が開催。
- 2008年（平成20年） -   全国中学校少林寺拳法連盟設立。
- 2009年（平成21年） -   インドネシアにて、4年に1度開催される「国際大会」から名称が「世界大会」へと変更され、大会が行われる予定であったが、現地のテロ活動の影響で「少林寺拳法世界連合」（WSKO）が拳士の安全第一のため、「世界大会」を中止、主催がインドネシア連盟に変わり、インドネシアオープン大会として各国の拳士が自由参加できる大会になった。
- 2011年（平成23年） -   少林寺拳法改革プロジェクト（SKP）による組織改革を実施。一般財団法人少林寺拳法連盟設立[4]。また、少林寺拳法創始者、宗道臣生誕100年を記念し、横浜アリーナにて開祖生誕100年記念大会を開催予定だったが、東日本大震災の影響を受け、「2011年少林寺拳法かながわオープン」に変更された。
- 2012年（平成24年） -  少林寺拳法開祖生誕100周年記念全国大会を開催（横浜国際プール）
- 2013年（平成25年） -  禅林学園高等学校が開校[4]。
- 2020年（令和2年） -　2020年1月1日を以て宗由貴が二代目師家を引退、同日、宗昂馬が三代目師家に就任した。
- 2021年（令和3年） -  4月1日をもって学校法人禅林学園を株式会社I.S.コンサルティング（神戸市中央区）に売却し、少林寺拳法グループから離脱。

## 思想と技法

### 教え
少林寺拳法は、あくまでも宗門の行であり、単なる武道や格闘技ではないという視点に立ち、金剛禅という独自の教説に基づいて、自己確立・自他共楽の教えを基に仁王尊のような「金剛の肉体」と達磨の「不撓不屈の精神」を目指した修行法をとっている。これは釈尊の説いた「原始仏教」の考え方である肉体と精神は不可分であるという認識に立っているという。すなわち肉体が病んでいれば気力も湧かず、精神的に疲労していれば体も思うように動かないということである。よって人間の脳の働きである「霊」と「肉体」の双方の修養が必要であり、単に肉体を鍛えるだけの修行では価値がないと説いている。
少林寺拳法の特徴は、拳禅一如・力愛不二・守主攻従・不殺活人・剛柔一体・組手主体という語句に凝縮されるよう、他にない調和の形態をとっているといえる。肉体の修練に加えて、脚下照顧・合掌礼・作務・服装等の行為・規定があり、さらに精神修養の一環である鎮魂行にて聖句・誓願・道訓・信条などを唱和することで自己研鑽を行う。これらの修練を通して社会を動かしていくのは人であり、その人の「質」が問題であるとの認識に立ち、社会に役立つ「真のリーダー」を目指す「人づくり」の教えであるとされている。また、少林寺拳法には独自の概念としてダーマというものがある。ダーマとは宇宙の真理のことであり、拳士はこの宇宙の真理に従って正しい行いをしなければならないと説いている。しかし、ダーマを崇拝の対象としているわけではない。
金剛禅では、「自己確立」「自他共楽」「理想境建設」をその目的としてあげている。リーダー育成により日本の社会に影響ある若者を育てることを目指す。以下、代表的な教義を示す（特に脚注がない場合は『少林寺拳法副読本』に拠る）
- 自己確立 - 少林寺拳法を通じて、肉体的にも精神的にも健全な頼りになる自分を作ること[4]。また修行を通じて自信と勇気を得て、自らで行動できるように自己変革をすること[4]。
- 自他共楽 - 自分の成長を通じて、他者や社会がよりよい方向へ変化するように働きかけ、自分だけでなく他者とともに成長して幸せになること[4]。
- 力愛不二 - 陰陽和合、表裏一体の関係のことを指すとともに[3]、力と愛、理知と慈悲を行動の規範とする[4]。「愛を伴わない力」は暴力であり、「力を伴わない愛」は無力であるという具体例が用いられる場合が多い[4][3]。
- 拳禅一如 - 心身共に健全な向上と調和を目指す[4][3]。このため、少林寺拳法では技法と学科（教義）の双方を学ぶ[4]。
- 守主攻従 - まず完全な防御を行った後、反攻に転じる[4][3]。敵を倒すことを目的とせず、不敗の体勢を確立するためである[3]。
- 剛柔一体 - 剛法と柔法は対立しつつも補完し合う関係である[4][3]。
- 不殺活人 - 武技そのものは相手を倒す技術であるが、拳を振るう際に人を殺さず、傷つけずに制圧する活人拳を目的とする[4][3]。
- 組手主体 - 実戦に即すため、常に組手（2人）で修行する[3]。自己中心的な考えを捨てて、お互いに成長を目指す[4]。

- 脚下照顧 - 履物を脱いだらきちんとそろえる。足元を顧みる。
- 理想社会の実現 - 天国や極楽はあの世ではなく、人がこの世に作るものである。
- 合掌礼と態度と言葉遣い - 礼儀を正して心を正す。ちなみに合掌は構えの1種でもある。
- 作務 - 掃除は汚いところを綺麗にするが、作務は綺麗であっても行う。今からこの場所を利用させて頂くという意味を込めている。また生活の全般が修行である。
- 服装 - 動きやすく清潔でその場に適した格好をする（高価な服を着るという意味ではない）。
- 勝ち負けにこだわらない。
- 現代日本の偶像崇拝・祈祷・儀式・まじないなどの仏教関係を批判している。人の不幸を悪霊や先祖の祟りなどのせいにすること、信者の寄進を使って豪華な建物を作る、「宗教を信じないと地獄に落ちる」などと脅して入信を強要するといった類いである。江戸時代に発生した檀家制度に起因する寺院と僧侶の腐敗を非難し、釈迦の知恵こそが大切であると教える。利己主義と保身は不幸の原因であり、人が見ていなくとも善行をするべき。因果応報・安心立命を説く。
- 平常心の訓練
- 気合を呼び起こすための発声
- 拳の三訓

1. 守 - 師の教えに従い、まねる。師のレベルに到達する。
2. 破 - 師の教えを応用・変形する。
3. 離 - 師を超える。創造する。しかし本質は守る。

(→守破離)
- 勘の重要視 - 養うために以下を行う。

1. 常に問題意識を持つ。
2. 他の事と関連させて考える。
3. 情報を蓄える。
4. 好奇心を持つ。

### 拳法と禅
少林寺拳法は、中野理男（宗道臣）が生まれてから満洲へ渡り、大日本帝国の敗戦後に内地へ帰還するまでに、中野が修得した武術・武道を改良し体系化されたものを、少林寺拳法の護身の技としている。これは体系的には三鼎三法二十五系に別れ、突き蹴り等打撃攻撃に対する守備反撃方法の「剛法」。腕や衣服を捕まれたり、背後からの攻撃に対する抜きや投げによる反撃方法の「柔法」がある。もう一つは整骨法の「整法」と呼ばれる。少林寺拳法の教えに「剛柔一体」というものがあり、どちらも均等に修練しないと上達していかないと言われている。

宗道臣『少林寺拳法教範』によれば、以下の記述がある。
…そのことが解ってからの私は、柔道や空手、ボクシング、相撲その他を研究し、その技をこの原則に当てはめ分解してみると、いずれも同じであるということを確かめることが 出来たので、帰国後、私は全く新しい観点から中国の拳技や把式の再編を思い立ち、護身術にもなり、保健体育法にもなり、その上人格完成に貢献できる精神修養法にもなる、身心一如の修道法の創設を志し、中国の嵩山少林寺の白衣殿の壁画に残る印度伝来の阿羅漢の拳を、原子時代の今日にふさわしい形式に組み替えて、行うことに踏み切り、祖師の啓示と先師の教えを基として、これを戦時中に得た貴重な実戦の体験と私の創案を加えて慈に日本正統少林寺拳法を編んだのである。
混同されがちだが、金剛禅の中に（修練法として）少林寺拳法があるのであって、少林寺拳法の中に金剛禅があるのではない。

### 修行体系
少林寺拳法の修行体系は三鼎、三法、二十五系そして六百数十の技に分類されている。これらの拳系を合わせると大きく分けて仁王拳、三合拳、天王拳、白蓮拳、地王拳、鶴立拳、龍王拳、龍華拳、五花拳、金剛拳、羅漢拳の11技法がある。
- 心
  - 気力　気勢　気合
- 体
  - 剛法
    - 突技　打技　切技　蹴技　刈技　踏技　体技　防技　独鈷伝　如意伝　金剛伝

  - 柔法
    - 逆技　投技　固技　締技　捕技　押圧技　抜手法　抜身法　守法　縛法

  - 整法
    - 整経　整脈　整骨　活法
- 智
  - 陰陽　虚実　天方　地位　智術　謀略

### 剛法
仁王拳
流水蹴、上受突、上受蹴、打上突、打上蹴、内受突、内受蹴、外受突、外受蹴、押受突、開身突、
転身蹴、屈身突、屈身蹴、半月蹴、待蹴、下受突、下受段突、外受段突、打上段突 、下受打落蹴
三合拳
払受蹴、下段返、中段返、下受蹴、下受順蹴、逆転身蹴、半転身蹴、横転身蹴、十字受蹴
天王拳
突天一、蹴天一、逆天一 、振天二、突天二、蹴天三、突天三、混天一、対天一
地王拳
順蹴地一、逆蹴地一、伏虎地二、払受地二、順蹴地三、逆蹴地三
白蓮拳
燕返、千鳥返、半月返、払受段突、水月返、三日月返
鶴立拳
金的蹴膝受波返、逆蹴膝受波返、足刀蹴引足波返、廻蹴三防受波返、段蹴三防受段蹴返

### 柔法
龍王拳
小手抜、片手寄抜、両手寄抜、突抜、諸手突抜、巻抜、諸手巻抜、上げ抜き、片手押抜
諸手押抜、切抜、十字抜、諸手十字抜、合掌抜、二段抜、肘抜、諸手引抜、諸手輪抜
上膊抜、押切抜、切返抜、打抜、両手打抜、三角抜、袖抜、襟抜
龍華拳
逆小手、諸手逆小手、合掌逆小手、逆合掌投、握返、逆手投
巻小手、小手投、裏返投、巻込小手、龍投、外巻天秤
片手送小手、両手送小手、諸手送小手投、送捕、木葉送、送合掌
熊手返、吊落、送巻天秤、送肘攻、送指返、送横天秤、送突倒
送四指捕、送閂小手、表熊手返、送肘攻表、振捨表投、腰挫、刈足、金的打
片手押小手、両手押小手、小手巻返、抜打押小手
十字小手、略十字小手、両手十字小手、諸手十字小手、巻十字小手
切小手、切返小手、切返巻天秤、切返天秤、切返投、片手投切返、諸手切返投
木葉返、丁字投、合掌丁字、合掌突落、逆木葉返、木葉丁字、送合掌木葉投
金剛拳
腕十字固、送り固、送指捕、送天秤捕、閂送り、前指固、押え指固、
前天秤固、前腕固、裏固、立一字固、背超一字固、後腕固、閂固
木葉固、三角固、吊上捕、外逆手捕、内逆手捕、十字固、吊上裏固
蜘蛛絡、立合掌固、裏合掌固、裏膝固、合掌送捕、龍固、逆手固
五花拳
上受投、上受逆手投、上受背投、押受投、押受巻投
片手投、送片手投、逆片手投、両手片手投、諸手片手投、合掌片手投、閂片手投
片手閂投、両手閂投、閂内天秤、閂外天秤、押閂投内、押閂投外
仏骨投、払仏骨投、後仏骨投
逆天秤、引天秤、天秤投、逆引天秤、合掌引天秤
羅漢拳
袖巻、袖捕、袖口捕、袖口巻、袖巻天秤、逆袖捕、袖巻返、袖十字、後袖捕、後袖巻、上袖捕
引落、片胸落、引胸落、両胸落、腕巻、巻落、外巻落、襟十字、送襟捕、手首捕、丁字捕、後襟捕
四組腰投、前髪捕、帯捕、半月首投、巻打首投、掬首投、矢筈投、首締投、十字投、拳締捕、表投
裏投、後刈倒、逆袖巻、袖捕内天秤、袖巻返、送襟捕表、四組内天秤、後首投、首締投表、肩打投
虎倒二種、挟倒各種、伏虎倒各種
羅漢締法
仏骨締、拳締、片輪締、両輪締、前襟締、後襟締、後腕締、足締
羅漢圧法
守法
鈎手守法、衝立守法、三角守法、木葉守法、丁字守法、首締守法、羽交守法
抜き身
袈裟抜き身、矢筈抜き身、羽交抜き身、錣攻抜き身、釣鐘攻抜き身、
風鈴攻抜き身、独鈷攻抜き身、両合攻抜き身、三陰交攻抜き身、草陰攻抜き身
縛法
縛法一
整法

### 演武
この拳法の体術である「剛法」と「柔法」の技を組み合わせ、演じるものを「演武」という。とくに2人で組むものを「組演武」といい、「組手主体」の教えの基、二人の攻防を演じる。また1人でおこなう「単独演武」もあり、突き、蹴り、受けという基本の動きを確認するために用いる。
少林寺拳法における「大会」では、この演武しか行われない。大会では、各資格別に分かれたコートで演武を行い、それを5名（3名の場合もある）の審判員が審査する。本来は、修練体系として確立されているものであるが、年始の稽古初め・年末の稽古納め・入門式など各節目などに行われることもある（奉納演武）。
少林寺拳法創成期には、現在のように完全に構成を決めたものではなく、多くの実践要素を盛り込んだ自由攻防も行われていた。そのため演武が最後まで演じきれずに終わるということも散見され、その緊張感と迫力は武の修練としても大きく効果を発揮した。

### 立合評価法
これらの技法をより深める修練法として、攻守を決めて行う「運用法」がある。以前から他武道と同じように「乱捕り稽古」と呼ばれていたが、現在は「立合評価法」に名称を統一している。以前は大学の部活同士で「乱捕り競技会」と称して、大学内の優劣を決める対戦競技が行われ、死傷者を出す惨事を多く起こし問題となった。現在は防具の改良と充分な安全管理の下、正式に資格を有するものが審判を行うことが徹底されている。
評価方法としては、攻撃や反撃をとにかく極めるといったポイント制を見るのではなく、双方の攻防の動き、技の修得度、防御から反撃への足捌き、体捌きや技を体系的に練り上げているか（戦術の修練度）が重視される。またマナー・礼儀作法も重視され、拳（技術）と禅（精神面）の両面で審査する。

## 組織

### 組織体系
| 組織名                      | 役職名   | 代表者名 |
| --------------------------- | -------- | -------- |
| 少林寺拳法グループ          | 代表     | 宗昂馬   |
| 宗教法人 金剛禅総本山少林寺 | 代表     | 大澤隆   |
| 一般財団法人 少林寺拳法連盟 | 会長     | 宗昂馬   |
| 少林寺拳法世界連合（WSKO）  | 会長     | 宗昂馬   |
| SHORINJI KEMPO UNITY        | 代表理事 | 宗昂馬   |

なお、学校法人禅林学園は2021年4月1日をもって少林寺拳法グループを離脱した。

### 現況
開祖遷化により、急な承継による自身の苦労を踏まえ、責任をもって引継ぎたいという意思の下、2019年12月31日をもって、第2世師家宗由貴が退任（最高顧問、相談役として組織に残る）、2020年1月1日より第3世師家宗昂馬が新たに着任した。よって、2020年現在、少林寺拳法グループ代表は、開祖の孫にあたる宗昂馬（そう こうま）。昨今の超高齢化社会に対応した「少林寺拳法健康プログラム」「少林寺拳法介護技術」を新たに注力している。また、性犯罪の増加から有効な護身術として注目され女性の入門者が増えている。金剛禅総本山少林寺、少林寺拳法連盟本部は香川県仲多度郡多度津町に、東京研修センターが東京都豊島区にある。日本を含む40カ国に普及しており、4年に1度、世界大会も開かれている。金剛禅総本山少林寺として「禅」と「精神修養」の一環を法話や規範を説きながら行としての拳法を修練する場所を「道院」、財団法人少林寺拳法連盟の管轄では、スポーツ少年団、高校、大学、企業、官公庁、各種団体（警察・自衛隊など）の少林寺拳法部、サークルにおいて拳法の技を通じた人づくり、仲間づくりの活動する団体を「支部」と称している。

### 資格・武階と法階
少林寺拳法の有段者資格は、拳の修行の進捗の度合いを示す武階と、これに精神面での成長度を加えた拳禅一如の修養の段階を示す法階の2種類がある。また、財団法人のみに加入の中学・高校・大学等（袖章が青）の拳士は、本山講習会受講もしくは武専入学するまでは、法階を与えられない。
有段者は一般的に下記のように呼称される。下記の例では「准拳士」が法階で、「初段」が武階を指している。
- 例：准拳士初段

法階・武階は下記のように昇格していく。
- 准拳士　初段　→　少拳士　二段　→　中拳士　三段　→　正拳士　四段　→　正拳士　五段 →　大拳士　五段　→　大拳士　六段　→　准範士　六段　→　准範士　七段　→　正範士　七段 →　正範士　八段　→　大範士　八段　→　大範士　九段　師家

※現在は「師範」という法階は使われていない。なお、「師家」とは少林寺拳法グループの総裁のみの役職である。
道院・支部の役職は、道院長・支部長の組織長とこれらを補助する副道院（支部）長・道場長・助教・助士がある。支部長になるには五段以上の武階、道院長になるには大拳士五段以上の武階および法階の資格と、宗教法人金剛禅総本山少林寺の僧階である大導師以上の資格が必要となっている。助士は准拳士以上、副道院長・道場長・助教は中拳士三段以上で、その他の条件を満たす者の中から指導者としてふさわしい者が任命される。

### 昇格考試について
級拳士の昇格考試は、1～3の市町村単位で構成されている小教区単位で実施されている。三段以下の昇格考試は、各都道府県連盟で各々の地域で実施されている。正拳士四段以上の昇格考試は、指導者として位置づけられているため、原則香川県多度津町の総本部でのみ実施される。
少林寺拳法の修練時は道衣（どうい）と帯を締める。2005年4月以降は統一ロゴ・マークが制定され、道衣の胸には統一マークの道衣を付けて修練する（2008年4月1日より刺繍入り道衣、許諾ラベル付き帯に完全移行）。また、袖に所属を表す袖章を表記するようになった。
- 袖章の色
  - ■赤　金剛禅総本山少林寺管轄（一般の道院）
  - ■青　一般財団法人少林寺拳法連盟の支部（学校クラブや支部）
  - ■緑　学校法人　禅林学園
  - ■紫　少林寺拳法世界連合（WSKO）

さらに、道院・支部関係の所属長は金、五段以下の所属長（道院の場合は僧階が権大導師以下の道院長心得の者）は銀、助教等の役職で中拳士参段以上は赤の刺繍があわせて施される。

### 資格・僧階
僧階とは、金剛禅総本山少林寺のいわゆる僧侶としての資格で自分自身の修行に精進することに加えて、この道の布教者になることを志して金剛禅総本山少林寺の僧籍に編入された者に対して与えられる。
- 少導師　→　権中導師　→　中導師　→　権大導師　→　大導師　→　権少法師　→　少法師 →　権中法師　→　中法師　→　権大法師　→　大法師

※僧階の補任（昇任）には各僧階ごとに要件がある（例：少導師は金剛禅総本山少林寺の道院に所属し、『金剛禅読本』を学習した少拳士弐段以上の拳士《17歳以上》）。

### 学校法人　禅林学園（旧日本少林寺武道専門学校）
禅林学園は「日本少林寺武芸専門学校」を前身とする、少林寺拳法の指導者育成機関として設立された。全日制の専門部「武道学科」「経営創造学科」「高等師範コース」「公務員対策講座」、高等部「武道系」「第2武道系」「進学系」も開講されている。卒業生は地方へ帰ると指導幹部として期待され後進の指導に当たる。本校の生徒の多くは高校生（高等課程）から20代の少林寺拳法の指導者を志す若者が多数在籍している。
また、全国各地に「武道専門コース」があり、全日制に比べて修了までの期間は長くかかるが、社会の場に出て全日制に通えない社会人などで指導者を志す者が多く在籍している。各地での指導に当たるのは地元に在籍する修了した高段者や禅林学園からの派遣教師が指導にあたる。武道専門コースは、ほぼ各都道府県で月に1度日曜日に開講されている。

### 少林寺拳法本部
場所は香川県仲多度郡多度津町の桃陵公園の近く。宗教法人金剛禅総本山少林寺、財団法人少林寺拳法連盟、少林寺拳法世界連合(WSKO)からなる。これらの施設は同一の敷地内にある。
本部は、本堂、講堂、錬成道場、食堂、大雁塔、禅林会館（旧：禅林学園校舎）からなる。少林寺拳法師家 宗道臣（開祖）の墓（霊廟）もある。敷地内には各少林寺拳法グループの事務局も存在する。

#### 大雁塔
敷地より山の上部にそびえる白い六重の塔。内部は少林寺拳法の資料館となっており開祖の遺品や少林寺拳法の歴史を知ることができる。最上階の一角には開祖の遺骨が分骨で祀られている。また多度津の町並みや讃岐の山々、瀬戸大橋と瀬戸内海を見渡せる。宗道臣が若い頃訪れて感動したという西安の大慈恩寺・大雁塔をモデルに建立された。

### 全日本学生少林寺拳法連盟
全日本学生少林寺拳法連盟は、全国の大学少林寺拳法部で構成される学生組織であり、関東・関西・九州など各地域の学生連盟によって構成されている。大学生を対象とした技術修練・大会運営・普及活動を担っており、主な事業として、全国大会である少林寺拳法全日本学生大会を主催している。
同大会は例年日本武道館で開催され、演武や立合評価法などの種目を通じて、学生拳士の技術向上と交流を促進している。

## 大会
- 全国大会
- 全日本少年少女武道錬成大会
- 全日本学生大会
- インターハイ
- 全国高等学校選抜大会
- 全国中学生少林寺拳法大会
- 東京都大会

など

## その他

### 盾卍から双円へ
盾卍（たてまんじ）は、「卍」の四方が盾で守られているマークで、50年以上に渡って少林寺拳法グループで使用されてきたものである。
少林寺拳法の「教え」、「技法」、「教育システム」が統一された『世界で一つの少林寺拳法』実現のために卍から双円へとマークを変更した。また、一部の国ではナチスのハーケンクロイツを想起させ、場合によっては当該国にて刑事罰の対象にもなりかねないため使用することができず、世界で統一したマークを採用するために、2005年4月に双円（ソーエン）という新マークが作成され、盾卍はその座を譲った（一般社団法人SHORINJI KEMPO UNITYによるシンボルマークの説明）。
開祖は、盾卍のロゴマークの生産を特定の一社に任せ、その売り上げの数％を前妻及びその家族に渡るようにしていたとされる。一部の国でナチスを想定させると思われている、との意見もあったことから、ＷＳＫＯでこれまで使われていた「拳とこぶし」のマークを使うのが自然の成り行きであったが、意匠権を統一するという経営上の観点から、現在のロゴに統一されたとも一般拳士からは思われている。この結果、盾卍をつかうことで自動的に前妻及びその家族へ流れていた資金はなくなり、完全に少林寺拳法ユニティが少林寺の意匠・ロゴからあがる資金を掌握できるようになった。

### WSKOからの脱退
英国少林寺拳法連盟、イタリア少林寺拳法連盟はWSKOから相次いで脱退しており、連盟本部との関係悪化が指摘されている。

### 映画
『少林寺拳法』
- 主演 ： 千葉真一、監督 ： 鈴木則文、製作 ： 東映で、1975年の日本映画。主人公の宗道臣を千葉が演じている。

『女必殺拳シリーズ』
- 主演 ： 志穂美悦子、製作 ： 東映で、1974年から始まった日本映画のシリーズ。志穂美演じる主人公は少林寺拳法の達人という設定である。

### テーマソング
- 少林寺拳法の歌（春日八郎）
- DEEP WITHIN EACH MAN（フィル・ペリー&デヴィッド・ガーフィールド）
- ひとりひとりの心に深く（黒住憲五、松崎しげる）

### 修行経験のある著名人
- 浅利陽介：俳優
- あべ静江：女優、歌手
- 安室奈美恵：歌手
- 石原伸晃：元衆議院議員、慶應義塾体育会少林寺拳法部総監督、三段
- 板垣恵介：漫画家、二段
- 内田讓：俳優　三段
- 大口兼悟：俳優・歌手
- 小山田真:ハリウッド俳優
- 角田信朗：正道空手家　二段
- GACKT：シンガーソングライター
- 筧利夫：俳優、三段
- 風間健：俳優
- 風見しんご：タレント
- 小笠原和彦：空手家
- 菊田洋之：漫画家
- 菊地秀行：小説家
- 吉川晃司：歌手
- 栗田佳織：タレント、TBSテレビレポーター、武道家、少林寺拳法全国大会・全日本学生少林寺拳法大会最優秀賞(一位)の経験あり
- 熊谷正寿：実業家
- クロード・チアリ（蔵上人智有）：ギタリスト
- クロちゃん：タレント
- 高村正彦：日本武道館会長、元衆議院議員、中央大学少林寺拳法部元監督、五段
- 近藤有己：格闘家
- 近野成美：女優・タレント
- 坂口拓：アクション俳優
- 佐藤健：俳優
- 佐藤ゆかり：衆議院議員
- 澤田謙也：アクション俳優
- 澤向要進：俳優・歌手
- 三遊亭圓王：落語家、七段
- 柴岡三千夫：学校法人タイケン学園理事長、公益財団法人日本幼少年体育協会理事長
- 志穂美悦子：女優
- 神野美伽 : 歌手
- 杉田智和：声優 初段
- 鈴木あみ：歌手
- 鈴木光司：作家
- たなか亜希夫：漫画家
- 谷垣健治：映画監督
- 千葉真一：俳優、二段、映画『少林寺拳法』にて宗道臣役
- 塚本高史：俳優[10]
- 徳弘正也：漫画家
- 戸田恵梨香：女優、初段
- 豊本明長：タレント
- 中村桃佳：競艇選手
- 野伏翔：演出家、映画監督
- HYDE：シンガーソングライター 二段
- 羽賀研二：タレント
- 朴璐美：声優
- 林一嘉：映画監督、二段
- 林信吾：作家、ジャーナリスト、五段
- 原田泰造：タレント
- 廣木道心：武道家、護道宗家
- 福田靖：脚本家
- 前田日明：格闘家、二段
- 松井章圭：極真空手家、小学校時代に5か月
- 八巻建弐：空手家、二段
- 真夏竜：俳優、初段
- 水野美紀：女優、初段
- 峰岸徹：俳優
- 三宅健：歌手
- 宮本延春：豊川高等学校教諭、エッセイスト
- 安岡力也：俳優、五段
- 安田純平：フリージャーナリスト、二段
- 山口喬司：演出家、二段
- マーフィ・ロバート：バイリンガルパーソナリティ、二段
- 若本規夫：声優、三段
- ハリー・A・ヒル：オークローン・マーケティング社の社長、五段
- 武井壮：タレント、陸上競技選手